# Willem Hovy
Willem Hovy (Beverwijk, 17 juli 1840 – Zeist, 27 februari 1915) was een Nederlandse ondernemer, filantroop en politicus.

## Biografie

### Opleiding en begin als brouwer
Hovy was van vaderszijde afkomstig uit een welgestelde familie van bankiers en kooplieden. Zijn vader had met een zwager de leiding gekregen over Van Vollenhovens Bierbrouwerij De Gekroonde Valk aan de Hoogte Kadijk te Amsterdam.
In januari 1856 ging hij naar Utrecht en volgde daar enige tijd een opleiding aan de Technische School. Deze school had een driejarige cursus en was bestemd voor leerlingen van veertien tot achttien jaar. Zijn praktijkopleiding ontving Hovy aan enige brouwerijen, voordat hij op 28 juli 1858 zijn werk bij De Gekroonde Valk aanvaardde.
Hovy werd in 1863 procuratiehouder van het bedrijf, in 1867 compagnon in de opgerichte Commanditaire Societeit onder de firma Van Vollenhoven en Co. Nadat in 1882 de brouwerij De Oranjeboom te Dordrecht was aangekocht, werd de firma in 1893 omgezet in de naamloze vennootschap Bierbrouwerij en Azijnmakerij De Gekroonde Valk, voorheen Van Vollenhoven en Co. Hovy werd een van de twee directeuren.

### Politiek

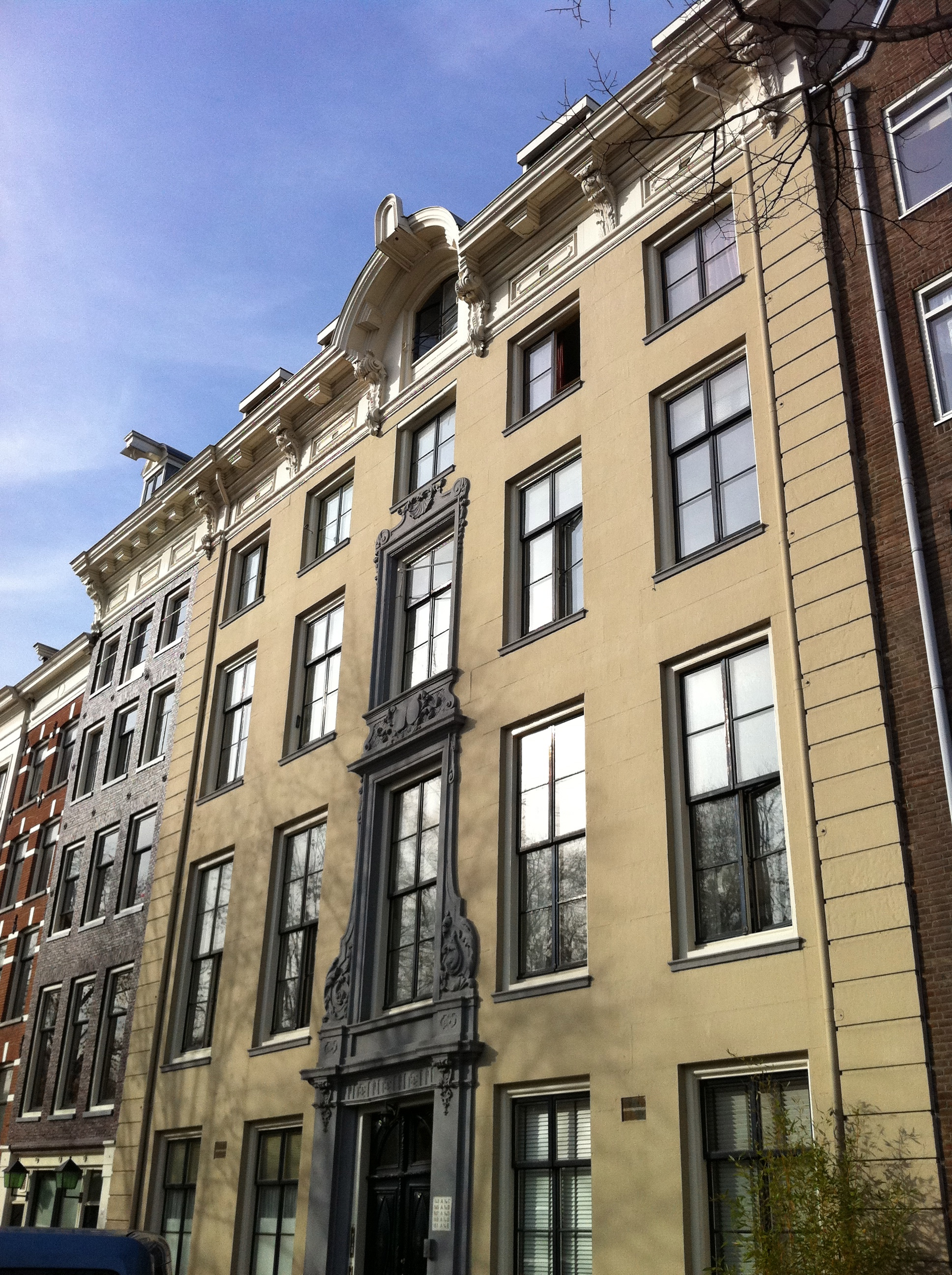
Woonhuis van Hovy aan de Nieuwe Herengracht 143 (anno 2011).

Te Amsterdam was Hovy van 1881 tot 1899 gemeenteraadslid voor de Anti-Revolutionaire Partij. Van 1892 tot 1901 was hij lid van de Provinciale Staten van Noord-Holland en van 1901 tot zijn overlijden in 1915 lid van de Eerste Kamer voor de Anti-Revolutionaire Partij.
Hovy was in 1876 medeoprichter van Nederlandsch Werkliedenverbond Patrimonium.

### Religieuze activiteiten
Hovy was betrokken bij het conflict dat leidde tot de Doleantie in 1886. Hij was namelijk een van de ouderlingen van de Nederlandse Hervormde Kerk in Amsterdam die weigerden om de catechisanten van moderne predikanten aan te nemen als belijdend lid. Hierop werd hij met de andere weigeraars geschorst. Hovy ging met Kuyper mee naar de nieuwe Gereformeerde Kerken. Al jaren daarvoor had hij nauwer contact met Abraham Kuyper, die ook geldelijk door Hovy gesteund werd. In 1880 was Hovy een belangrijke geldschieter bij de oprichting van de protestants-christelijke Vrije Universiteit Amsterdam door Kuyper en hij bekleedde van 1879 tot 1896 de functie van president-directeur van de universiteit. Hovy trad af vanwege de 'Seinpost-affaire', waarbij Alexander de Savornin Lohman na een richtingenstrijd met Abraham Kuyper gedwongen werd ontslag te nemen als hoogleraar. Lohmans zoon Witius, een schoonzoon van Hovy, nam eveneens ontslag als hoogleraar.
Niettegenstaande zijn overtuigd calvinisme had Hovy ook belangstelling voor de Evangelische Broedergemeente (ofwel de 'hernhutters') en bezocht hij er met enige regelmaat diensten. Zo ontmoette hij ook in 1866 zijn eerste vrouw.
Tevens zette Hovy zich in voor de Nederlandse Gereformeerde Zendingsvereniging.

### Overlijden
In 1913 verhuisde Hovy naar Zeist en staakte hij zijn werk bij de brouwerij. In Zeist woonde hij zijn twee laatste levensjaren in een huis van de hernhuttersgemeente.

## Persoonlijk
Hij was de zoon van Hendrik Hovy, firmant, griffier kantongerecht Beverwijk, en Elisabeth van Vollenhoven. Zijn oom Jan Messchert van Vollenhoven zag hij als een voorbeeld.
Op 18 mei 1866 trad Hovy in het huwelijk met Paulina Geertruida Tutein Nolthenius, met wie hij negen dochters en acht zoons kreeg, van wie er zes jong overleden. Na haar overlijden (op 23 februari 1905) hertrouwde hij op 3 december 1907 met nicht Mechteld Esser, dochter van Hendrik Esser en Wilhelmina Elisabeth van Vollenhove.

## Nagedachtenis
Arnhem kent sinds circa 1917 een Willem Hovylaan in een buurt die volgebouwd is door de Arnhemse afdeling van Patrimonium; de straat sluit aan op de straat vernoemd naar Klaas Kater. In Wageningen is een Willem Hovystraat.
Amsterdam kende enige jaren een Willem Hovyschool, die in 1993 is opgegaan in Christelijke Scholengroep Amsterdam (CSGA); ze was toen al jaren samen met het latere Calvijn College. Sinds 2009 staat in de aula van de Vrije Universiteit Amsterdam een borstbeeld van Hovy, gemaakt door Frank Letterie.